# 암브라키코스만

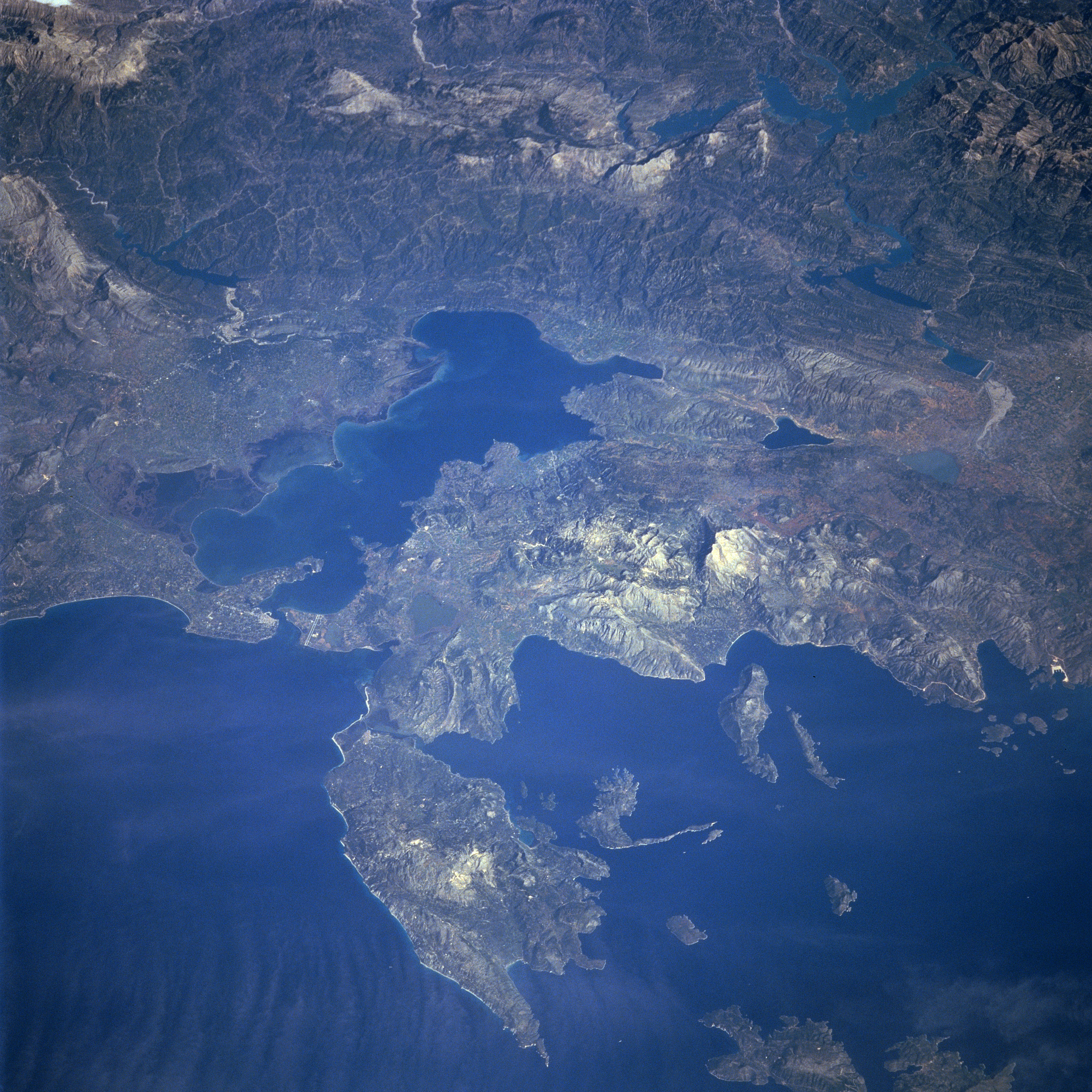
암브라키코스 만 위성사진

암브라키코스 만(그리스어: Αμβρακικός κόλπος)은 이오니아해와 접하고 있는 그리스 서부 연안지대에 위치한 길이 약 40km, 너비 약 15km의 만이다. 근방의 고대 유적지인 암브라키아에서 이름을 따왔다.